# Distrito de Ocalli
El distrito de Ocalli es uno de los veintitrés distritos de la Provincia de Luya, ubicado en el Departamento de Amazonas, en el norte del Perú. Limita por el noreste con el distrito de Conila; por el este con el distrito de Lonya Chico; por el sur con el distrito de Inguilpata, el distrito de Ocumal y el distrito de Providencia y; por el noroeste con el distrito de Camporredondo.
Desde el punto de vista jerárquico de la Iglesia católica forma parte del Diócesis de Chachapoyas.

## Historia
El distrito fue creado en la época de la independencia.

## Geografía
Abarca una superficie de 177,39 km² y tiene una población estimada mayor a 3 000 habitantes. 
Su capital es el pueblo de Ocalli.